# Кишинёвский, Марк Хаимович

Марк Хаимович Кишинёвский (1917, Бендеры, Бессарабская губерния — 2 октября 1993, Воронеж) — советский химик. Доктор технических наук (1955), профессор (1955), заслуженный деятель науки и техники Молдавской ССР.

## Биография
Марк Хаимович Кишинёвский родился в 1917 году в Бендерах, там же окончил румынский лицей. До 1940 года учился на химическом отделении в Бухарестском политехническом институте, после присоединения Бессарабии к СССР вернулся в Бендеры. Окончил Московский химико-технологический институт имени Д. И. Менделеева (там же защитил кандидатскую и докторскую диссертации), затем был принят на преподавательскую работу на кафедре общей, аналитической и неорганической химии Астраханского технического института рыбной промышленности и хозяйства (в 1958—1960 годах — заведующий кафедрой), потом на кафедре общей и неорганической химии Кишинёвского государственного университета. С 1964 года — первый проректор по науке новосозданного Кишинёвского политехнического института, заведующий кафедрой процессов и аппаратов пищевой промышленности. В 1971—1989 годах возглавлял кафедру процессов и аппаратов химических и пищевых производств Воронежского технологического института.
Основные научные труды — в области теории массообмена (теория обновления поверхности Кишинёвского-Данквертса, 1949—1956). В отличие от модели обновления поверхности Данквертса (1951), теория Кишинёвского наряду с коэффициентом молекулярной диффузии учитывает также турбулентную диффузию и вводит коэффициент конвективной диффузии (сумма коэффициентов молекулярной и вихревой диффузий) в качестве её кинетической характеристики. Занимался также теорией химической адсорбции, гидродинамикой и вопросами теплообмена.
Среди учеников — Т. С. Корниенко, А. И. Дикусар.

## Монографии и учебные пособия
- Исследование тепло- и массообмена (совместно с Т. С. Корниенко). Кишинёв: Картя молдовеняскэ, 1967.
- Мембранные равновесия. Мембранные методы разделения (с Т. С. Корниенко). Воронежская государственная технологическая академия: Воронеж, 1996.